# 加布里埃尔·阿塔尔
加布里埃尔·阿塔尔（法語：Gabriel Attal，法語發音：[ɡabʁijɛl atal]，1989年3月16日—），法国复兴党政治人物，現任國民議會議員，曾任法国总理。
阿塔尔2017年6月当选国民议会议员，此后平步青云，2018年成为法国国民教育和青年部国务秘书，2020年任法国政府发言人，2022年任公共帳務部部长，2023年任法国国民教育和青年部部长。2024年1月9日，获法国总统埃马纽埃尔·马克龙任命为总理，接任先前辞职的伊莉莎白·博恩，以34岁之龄成为法国歷史上最年轻的總理，也是法国第一位公开出柜的政府總理。
2024年7月8日，2024年法国立法选举结束后，阿塔尔以一起聯盟未取得國會多數為由辭職，获马克龙慰留。7月16日，馬克龍接受阿塔爾的辭職，並指他以看守身分繼續工作，直到組成新內閣。同年9月5日，米歇爾·巴尼耶接任总理职务，阿塔尔为期八个月的总理生涯宣告结束。

## 早年经历
1989年3月16日，阿塔尔生于法国法蘭西島大區上塞纳省克拉马，在巴黎十三区和十四区成长，有三个姐妹。其父亲伊夫·阿塔尔是律师兼电影制作人，拥有一半突尼斯犹太人血统（源于父亲一方），一半阿尔萨斯犹太人血统。其母亲玛丽·德库里斯（Marie de Couriss）是法国人和希腊裔俄国人的后代，在电影制作公司任职。阿塔尔随母亲皈依东正教会。
阿塔尔就读于巴黎第六区的传统私立名校阿尔萨斯学校，曾参与2006年法国青年抗议，自此积极投身政治活动。2007年，在巴黎政治学院读书的阿塔尔成立委员会，支持被哥伦比亚革命武装力量—人民军胁持的法裔哥伦比亚人英格丽德·贝当古。2008年至2011年，阿塔尔在巴黎先贤祠-阿萨斯大学学习法律，期间于2009年至2010年担任罗马法国学院负责人埃里克·德·沙塞的助手。2012年，阿塔尔获巴黎政治学院公共事务硕士。

## 从政经历

### 国务顾问与市政经历
2012年法国总统选举期间，阿塔尔担任安德尔-卢瓦尔省省议会主席玛丽索尔·图雷纳在法国国民议会的实习生。选后图兰获任命为卫生部长，阿塔尔又为她当了五年顾问，负责议会联络及撰写演讲稿等事务。
2014年法国市议会选举期间，阿塔尔位列社会党参选名单第五位。最终阿塔尔与另外三人当选旺沃的市议员，任职期间辞任社会党名单领导人的职位，成为反对派领导人。

### 国会议员
2017年6月18日，阿塔尔在2017年法国立法选举中击败谋求连任的安德烈·桑蒂尼，当选上塞纳省第10选区国民议会议员。後因擔任法国国民教育和青年部国务秘书一職而辭職。
上任后没多久，阿塔尔就与阿梅莉·德·蒙沙兰一道被认为是最有才华的国会议员。身为议员，阿塔尔加入了文化与教育事务委员会，同时担任共和国前进小组的黨鞭。
2017年12月，阿塔尔获任命为高等教育法報告員。
2018年1月，获提名为共和国前进党发言人。同年9月，同党的里夏尔·费朗当选国会议员议长，阿塔尔报名参加共和国前进党党主席选举，后来在选举前日退选，改支持罗兰·莱斯屈尔。
2022年法国立法选举，阿塔尔再次當選上塞纳省第10选区国民议会议员，並於2024年法国立法选举成功連任。

### 内阁成员
2018年10月16日，阿塔尔获任命为法国国民教育和青年部部长让-米歇尔·布朗凯的国务秘书，负责青年问题和建立全民兵役制度。阿塔尔以29岁的年纪成为法国第五共和国时期最年轻的政府内阁成员。
2020年至2022年，阿塔尔出任总理让·卡斯泰的政府发言人。2022年5月，加入伊莉莎白·博恩内阁，担任公共帳務部部长。2022年法國立法選舉期间，阿塔尔继续在上塞纳省第10选区参选，担任选举联盟“一起争取总统多数”的候选人。选举前夕，爱丽舍宫表示在各个选区落败的现任政府成员必须离开政府。在首轮投票中，阿塔尔以48.06%的得票率战胜了排第二、得票率30.75%生态和社会人民新联盟的候选人塞西尔·苏布莱（Cécile Soubelet），晋级次轮投票。最终他在次轮投票中获得了59.85%的选票，成为保住内阁职务。
2023年7月，阿塔尔获任命为政府改组后的国民教育和青年部长。阿塔尔以34岁的年纪成为法国第五共和国时期最年轻的政府内阁部长。就任国民教育部长后，阿特尔宣布会扩充“禁止公立学校使用的宗教标志”的清单，而这份清单已经包括基督教的十字架、犹太教的基帕，以及伊斯兰教的希贾布。

### 晋升总理
2024年1月8日，伊莉莎白·博恩辞任总理职务，舆论普遍认为阿塔尔是总理的热门人选。最终，阿塔尔在次日正式获总统埃马纽埃尔·马克龙任命为总理，以34岁之龄成为法国有史以来最年轻的总理，同时也是法国第一位公开出柜的总理。
2024年1月11日，閣員名單發布，大部分博恩內閣閣員留任。其中文化部由拉希妲·達狄統領，勞工部長和社會事務及衛生部長由卡特琳·沃特蘭擔任，歐洲和外交部長由他的前伴侶斯特凡納·塞茹爾內擔任，而體育部長阿梅莉·乌代亚-卡斯泰拉接任阿塔爾的教育和青年部長職位。
2024年6月9日，一起为了共和国在2024年欧洲议会选举大败后，该党主席马克龙宣布提前举行议会选举。阿塔尔虽然不赞成马克龙的决定，但还是领导了一起为了共和国的竞选活动。在6月30日举行的第一轮投票中，一起为了共和国的得票率仅为20%，创下1870年法兰西第三共和国建国以来执政联盟的最差选举表现，排第三，位居左派联盟新人民阵线（28.0%）和极右政党國民聯盟（33.3%）之后。选举结束后，阿塔尔表示首要任务是阻止国民联盟在国会议员取得绝对多数席位，同时请求在各自选区对阵国民联盟时排第三的党内候选人退出第二轮投票。第二轮投票在7月7日举行，结果一起为了共和国拿下168席，领先于国民联盟的143席，仅次于新人民阵线的182席。而在自己的上塞纳省第10选区，阿塔尔以58.2%的得票率战胜新人民阵线候选人塞茜尔·苏贝莱，成功保住席位。因一起为了共和国未能在议会取得多数席位，选举第二天上午，阿塔尔向马克龙递交辞职，获马克龙慰留，恳请他保留职位，以保障国家稳定。
2024年9月5日，米歇爾·巴尼耶接任总理职务，阿塔尔为期八个月的总理生涯宣告结束。

## 个人生活
阿塔尔是同性恋，曾与欧洲议会議員斯特凡納·塞茹爾內民事結合，两人同为复兴党党员。至2022年，两人结束伴侣关系。两人在阿尔萨斯学校读书的时候，阿泰尔还和歌手喬伊絲·強納森交往，不过強納森说那段感情只是“我们之间的玩笑”，“纯属玩闹”。
在一次电视访问中，阿塔尔透露自己是同性戀恐懼受害者，以前在学校的时候经常被人霸凌。2018年，他的昔日同窗胡安·布兰科在Twitter公开了他的性取向。作为政治人物，阿塔尔经常会在上社交媒体遭遇恐同及反犹太人的仇恨言論。